# Michael Ranta
Michael W. Ranta (* 17. April 1942 in Duluth, Minnesota) ist ein US-amerikanischer Komponist und Perkussionist. In seinem Werk verbindet sich elektronische Minimal Music mit perkussionistischem Instrumentarium. Prägenden Einfluss auf Rantas Musik hat seine Beschäftigung mit fernöstlichen Philosophien.

## Leben
Von 1960 bis 1967 studierte Michael Ranta an der University of Illinois at Urbana-Champaign Schlagzeug bei Jack Mackenzie und Thomas Siwe sowie Komposition bei Lejaren Hiller und Herbert Brün. Daneben wirkte er an Produktionen seines Lehrers Harry Partch mit, dessen Studioassistent er 1964 bis 1965 war. Von 1967 bis 1970 lebte er in Köln und arbeitete u. a. mit Mauricio Kagel, Helmut Lachenmann, Josef Anton Riedl und Karlheinz Stockhausen zusammen.
Als Mitglied der Gruppe von Stockhausen nahm Ranta 1970 an der Weltausstellung in Osaka teil. 1971 arbeitete er im elektronischen Studio des japanischen Rundfunks. Als Solist spielte er Jean-Claude Eloys Yo-In bei Konzerten in Europa und Japan und Lachenmanns Air beim Steirischen Herbst in Graz; 1970 war er als Interpret an der Einspielung von Riedls Paper Music beteiligt. Im Improvisationsensemble Wired wirkte er 1973 mit Karl-Heinz Böttner und Mike Lewis (LP für die Wergo-Box Free Improvisation). Mit Hartmut Geerken spielte er zwischenzeitlich als Duo unter dem Namen The Heliopolar Egg.
Ein längerer Studienaufenthalt bei Ustad Mohammad Hashem führte Ranta 1973 zunächst nach Kabul, Afghanistan. Von 1973 bis 1979 lebte er dann in Taiwan. Hier unterrichtete er an der Kunstakademie, dem College für chinesische Kultur und war Professor für Musikgeschichte an der Gwang-ren-Akademie. In diesen Jahren besuchte er über lange Zeit täglich den Yuen Shan ("vollkommener Berg"). Über 30 Jahre später stellte er die davon inspirierte Komposition für Schlagwerk und achtkanaliges Tonband Yuen Shan fertig.
Seit 1979 lebt Michael Ranta wieder in Köln. Hier gründete er das Schlagzeugensemble Transit, mit dem er u. a. bei den Darmstädter Ferienkursen 1980 und beim Kölner Schlagzeugfestival 1981 auftrat. Er arbeitete außerdem mit dem Tanzforum und dem Urania Theater in Köln zusammen, schrieb 1989 das Ballett Die Mauer als Auftragswerk für das Ballettensemble des Ulmer Theaters und komponierte die Musik zu Jaroslav Poncars Film Tibet – Tor zum Himmel. Zur 750-Jahr-Feier der Grundsteinlegung des Kölner Doms 1998 trat er mit Günther Oellers’ Die Steine der Singenden auf.
Seit 2010 gibt das belgische Label Metaphon die Werke von Michael Ranta neu heraus.
Die amerikanische Percussionistin und Komponistin Sarah Hennies interpretierte 2024 zusammen mit den Klarinettistinnen Madison Greenstone und Katie Porter im New Yorker Roulette Intermedium die wiederentdeckten Kompositionen Mharuva (1977) und Continuum II (1998). Die daraus entstandene Anthologie Transists: Volume 1 wurde im November 2024 von Bandcamp Daily bei der "Best Experimental Music" und "Best Contemporary Classical Music" gelistet.

## Werke (Auswahl)
- Horinouchi für Solobläser, zwei Gitarren und acht Schlagzeuger, 1971
- Kagaku Henka, 1971
- Azabu, 1971/2021[9]
- Schlagzeug Duo II, 1973
- China Filch, 1975
- Transits II für zwei bis zwölf Schlagzeuger und Tonband, 1975
- Transits I für Solobläser, Gitarre, vier Schlagzeuger und neun Streicher, 1976
- Bei Nacht für neun Schlagzeuger und Synthesizer, 1976
- Aspects II für Synthesizer und drei Schlagzeuger, 1976
- Mharuva für Marimba solo, 1977
- Seven Pieces for Three percussionists, 1977
- Three Pieces for Seven percussionists, 1977
- Transits III für Klavier solo mit Elektronik, 1978
- At Night, 1978
- Die Mauer, Ballett, 1989
- Continuum II für zwei Bassklarinetten, Percussion und Vierkanalband, 1998
- Yuen Shan für vier Schlagzeuge und Tonband, 2005